# Rigas polytekniska institut

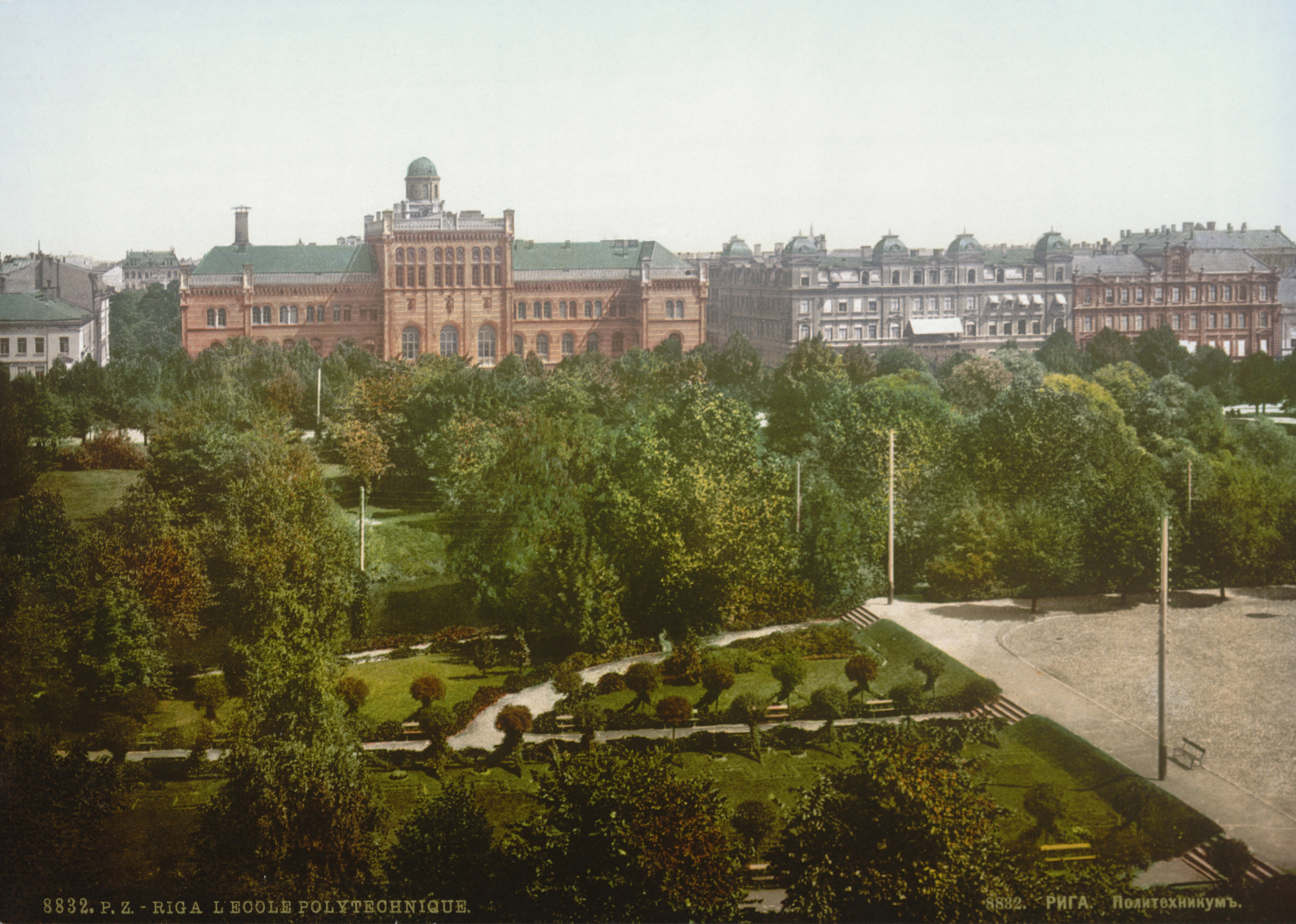
Rigas polytekniska institut

Rigas polytekniska institut (lettiska: Rīgas Politehniskais institūts; ryska: Рижский политехнический институт) var en teknisk högskola i Riga som ursprungligen var ett privat universitet med tyska som undervisningsspråk, men som senare blev ett statligt universitet med ryska som undervisningsspråk.
Från 1891 till 1901 var Theodor Grönberg rektor vid institutet och från 1906 till 1916 var Woldemar von Knieriem rektor. Han både företräddes och efterträddes av Paul Walden.